# Manastir
Manastir (mac. Манастир) – wieś w Macedonii Północnej, w regionie Mariowo w gminie Prilep. Umiejscowiona w górach, wzdłuż Crnej Reki.

## Demografia
Według spisu powszechnego z 2002 roku wieś zamieszkują 4 osoby, wszystkie narodowości macedońskiej.